# Dorky Park
Dorky Park é uma companhia de dança de Berlim dirigida pela coreógrafa Constanza Macras, natural da Argentina. Entre 1997 e 2003 o grupo tinha o nome de Tamagotchi Y2K.
Constanza Macras nasceu em Buenos Aires, onde ela estudou concomitantemente dança e design de moda. Após um aprimoramento adicional em dança obtido através do Merce Cunningham Studio New York, ela se dirigiu a  Amsterdã, onde apresentou seu trabalho em diversos clubes. Em 1995 Constanza Macras trasladou-se para Berlim, na Alemanha, onde fundou o grupo Tamagotchi Y2K, do qual mais tarde,  no ano de 2003, surgiu o ensemble "Dorky Park".

## Informações gerais
"Dorky Park" é um ensemble que emergiu no ambiente berlinense Sophiensaele. Seu maior sucesso até o momento (2006), a produção Back to the Present (2003), foi absorvida do teatro Schaubühne am Lehniner Platz por interesses internacionais e onde a tropa passou a se apresentar como convidados especiais (i.e. França, Itália, Estados Unidos, Índia, Coreia do Sul e Japão e com data marcada para uma apresentação especial na Argentina em fins de 2006). Desde então Constanza Macras passou a ser a representante internacional da trash scene (cultura alternativa da boémia) de Berlim.
Constanza Macras, até recentemente uma estrela da subcultura, conquista os mais altos níveis do teatro europeu ... 
--Peter Laudenbach, Der Tagesspiegel

## Lista de projetos
2003
- Back to the Present (Kaufhaus Jandorf Berlin / Schaubühne am Lehniner Platz)
- Happiness (Saarbrücken)

2004
- Scratch Neukölln (Hebbel am Ufer Berlin)

2005
- Big in Bombay (Schaubühne am Lehniner Platz, juntamente com a rose is)
- no wonder (Hebbel am Ufer Berlin)

2005/2006
- SURE - shall we talk about it? (Fashion Week Milano / Hebbel am Ufer Berlin)

## Integrantes
Carmen Mehnert (cidade de Lima, Peru), Diane Bussutil (Austrália), Jared Gradinger (Rochester, estado de Nova York, Estados Unidos), Jill Emerson (estado de Iowa, Estados Unidos), Joria Camelin (Grenoble, França), Claus Erbskorn (Bebra, Alemanha), Knut Berger (Gelsenkirchen, Alemanha), Maike Möller (Monchengladback, Alemanha), Margrét Sara Gudjónsdóttir (Islândia), Nir De-Volff (Petach-Tiqwa, Israel), Rahel Savoldelli (Alemanha), Yeri Anarika Vargas Sanchez (México/Alemanha), entre outros/as... Destacando-se as suas mais diversas origens, formando uma tropa de dança que traz também, mesmo nas entrelinhas, perspectivas culturais múltiplas. Vale notar também que Constanza Macras procura integrar um ou mais artistas locais em suas performances no estrangeiro. 